# アポロ5号
アポロ5号（アポロ5ごう）は、アメリカ合衆国のアポロ計画において、初めて行われたアポロ月着陸船（Apollo Lunar Module）の無人飛行試験である。

## 目的
アポロ5号の主目的は月着陸船（LM）の宇宙空間における飛行試験であり、特に上昇段と下降段のエンジンや、切り離しのシステムの性能を確認することであった。また下降段のエンジンは、宇宙空間で推力を調整できる初のロケットとなるものであった。さらに今回の実験では、月面降下中に飛行を中止して緊急脱出する事態を想定して、下降段を接続した状態で上昇段のロケットに点火する「接続点火」試験――ミッションのエンブレムにも描かれているもの――が行なわれた。

## 計画の遅延
アポロ4号と同様、5号にも進行に大幅な遅れが出た。最大の要因はLMであった。地球を周回させるだけならまだしも、人間を乗せて月面に着陸するような宇宙船は、いまだかつて誰も作ったことはなかったのである。そのためLMはしばしばスケジュールを遅らせる原因となった。
当初の予定では1967年4月に発射されるはずだったが、下降段のエンジンの噴射が順調でなかったり、上昇段のエンジンの溶接部分に不具合が発見されるなどの問題が発生したため、最終的にLMがロケットの上に設置されたのは、同年11月19日であった。
ところが打ち上げ直前の12月17日には、今度はグラマン社の工場で事故が発生した。LMの圧力試験をしている最中に、本来は39kPa（キロパスカル）まで耐えられるように設計されているはずの右側の窓ガラスが、35kPaで破壊されてしまったのである（この時試験されていた機体は、後にアポロ11号で月面に着陸したものであった）。そのため12月28日には、（計画遅延を少しでも解消すべく）無人で飛行する本5号のLMは窓ガラスがアルミニウムの板に交換された。

## 飛行

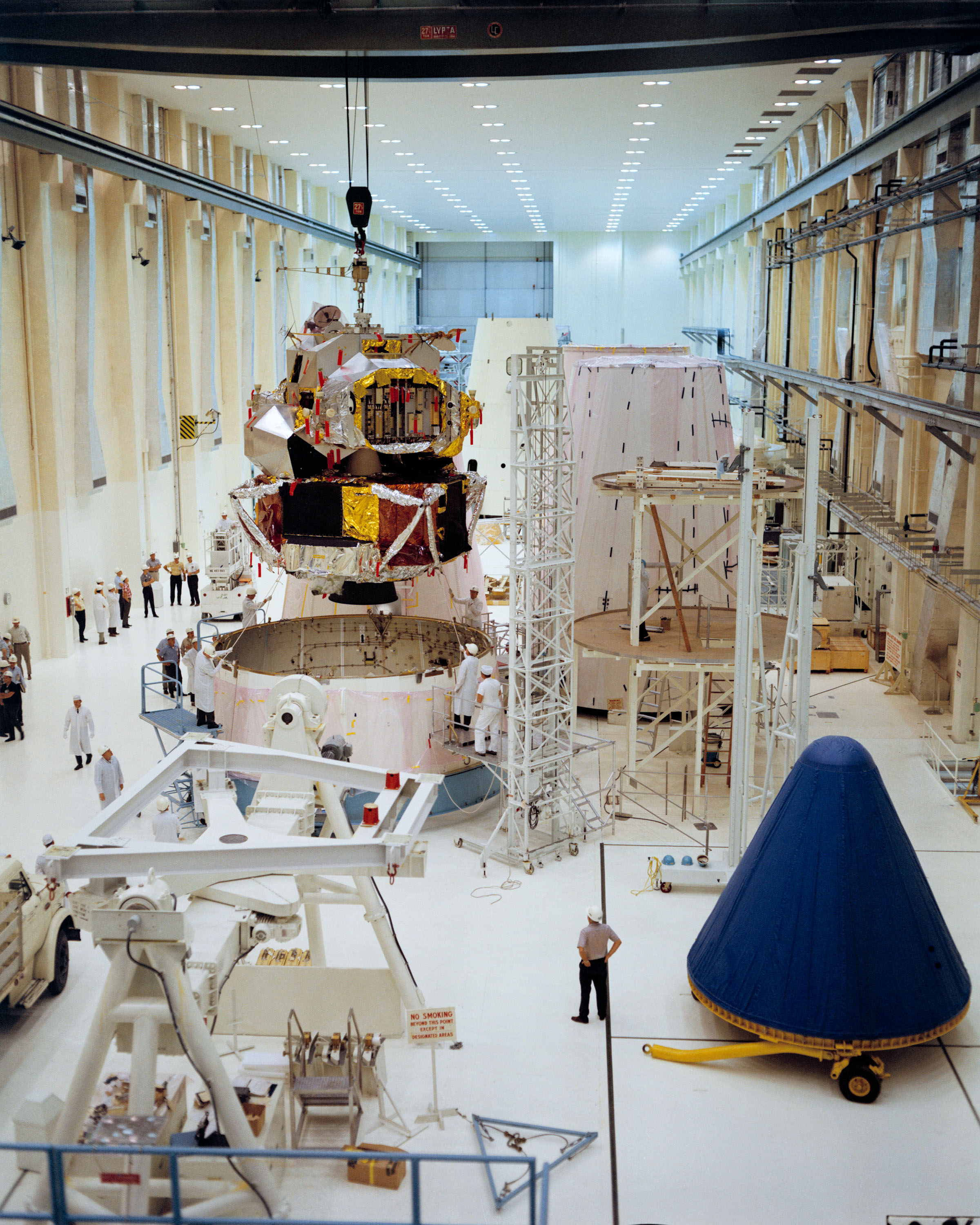
地上試験される月着陸船

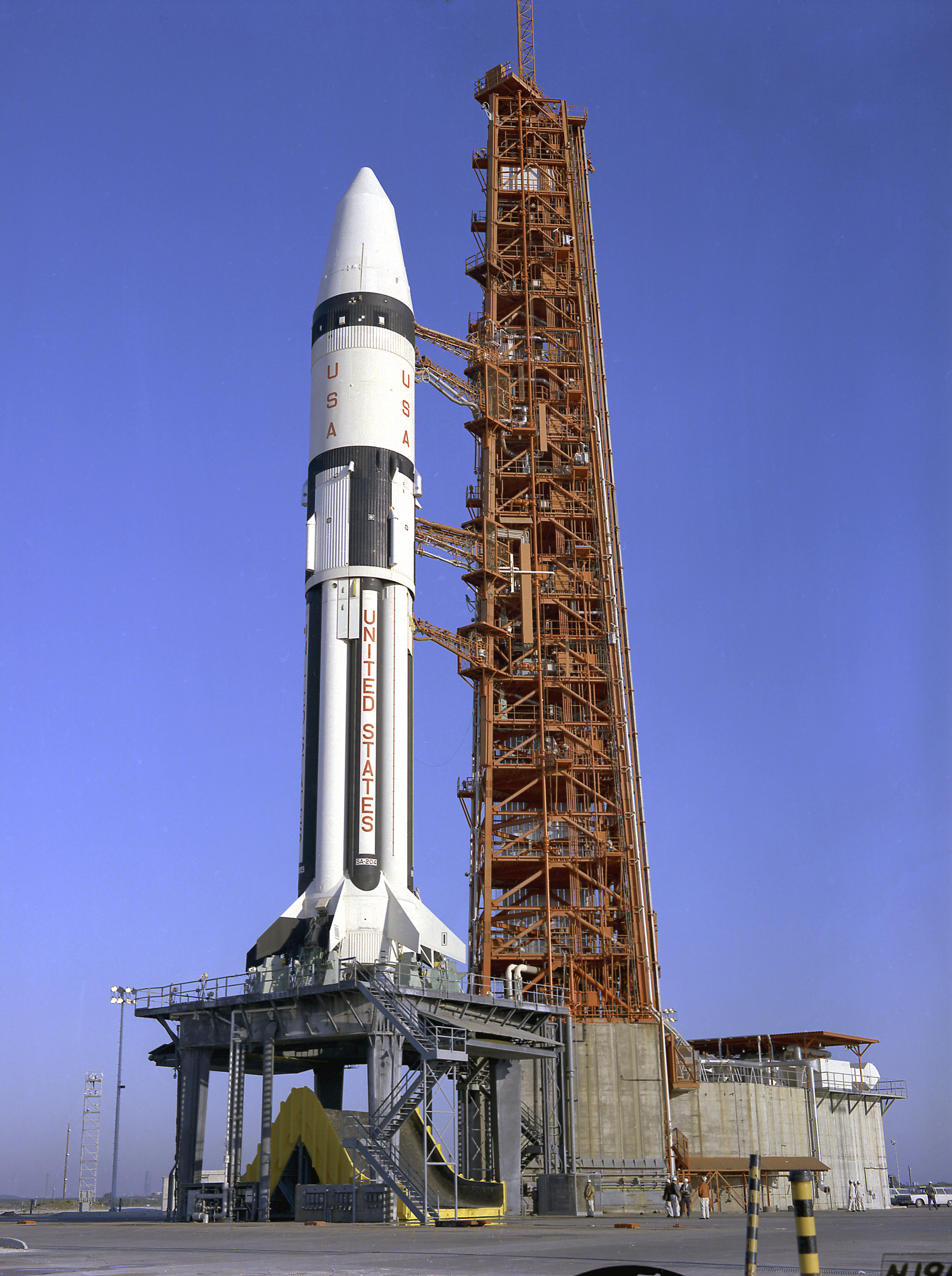
発射台上のアポロ5号

アポロ5号の発射に使用されたのは、サターンV 型ロケットよりも一回り小柄なサターンIB 型ロケットであった。このロケットは、アポロ宇宙船を月まで送ることはできないが、地球周回軌道に乗せるには十分な出力を持っていた。今回使用された機体は本来はアポロ1号で使われるはずのものだったが、同機は地上での訓練中に司令船の火災事故が発生し、飛行士3名が犠牲になってしまった。しかしながらロケット本体は無傷だったので、アポロ5号に回されることになった。
今回はLMは着陸脚を装備せず、また無人飛行であるため緊急離脱用牽引ロケットも設置されなかった。そのためペイロードを含めたロケットの全高は通常のサターンIB発射よりもずっと低く、55mであった。
1968年1月22日の日没直後、アポロ5号は当初の予定から8か月遅れて発射された。飛行は完璧で、第二段ロケットとLMは近地点162km、遠地点214kmの楕円軌道に投入された。45分後にLMを分離して降下段のロケットを噴射したが、ソフトウェアのバグにより、予定よりも4秒早く35秒間で噴射が停止してしまった。「接続点火」試験は予定通り行なわれた。
着陸船は地球を7.5周した後、グアム島の南西数百キロの太平洋上で消息を絶った。